# Jennifer Anson
Jennifer Anson (ur. 5 marca 1977) – palauska judoczka. Olimpijka z Londynu 2012, gdzie zajęła siedemnaste miejsce w wadze półśredniej.
Piąta na mistrzostwach Oceanii w 2012 roku.

## Letnie Igrzyska Olimpijskie 2012
| Konkurencja | Eliminacje                         | Klas. końcowa |
| Konkurencja | Przeciwnik I                       | Miejsce       |
| ----------- | ---------------------------------- | ------------- |
| -63 kg      | Cedewsürengijn Mönchdzajaa (MGL) P | 17.           |